# گرماگیر

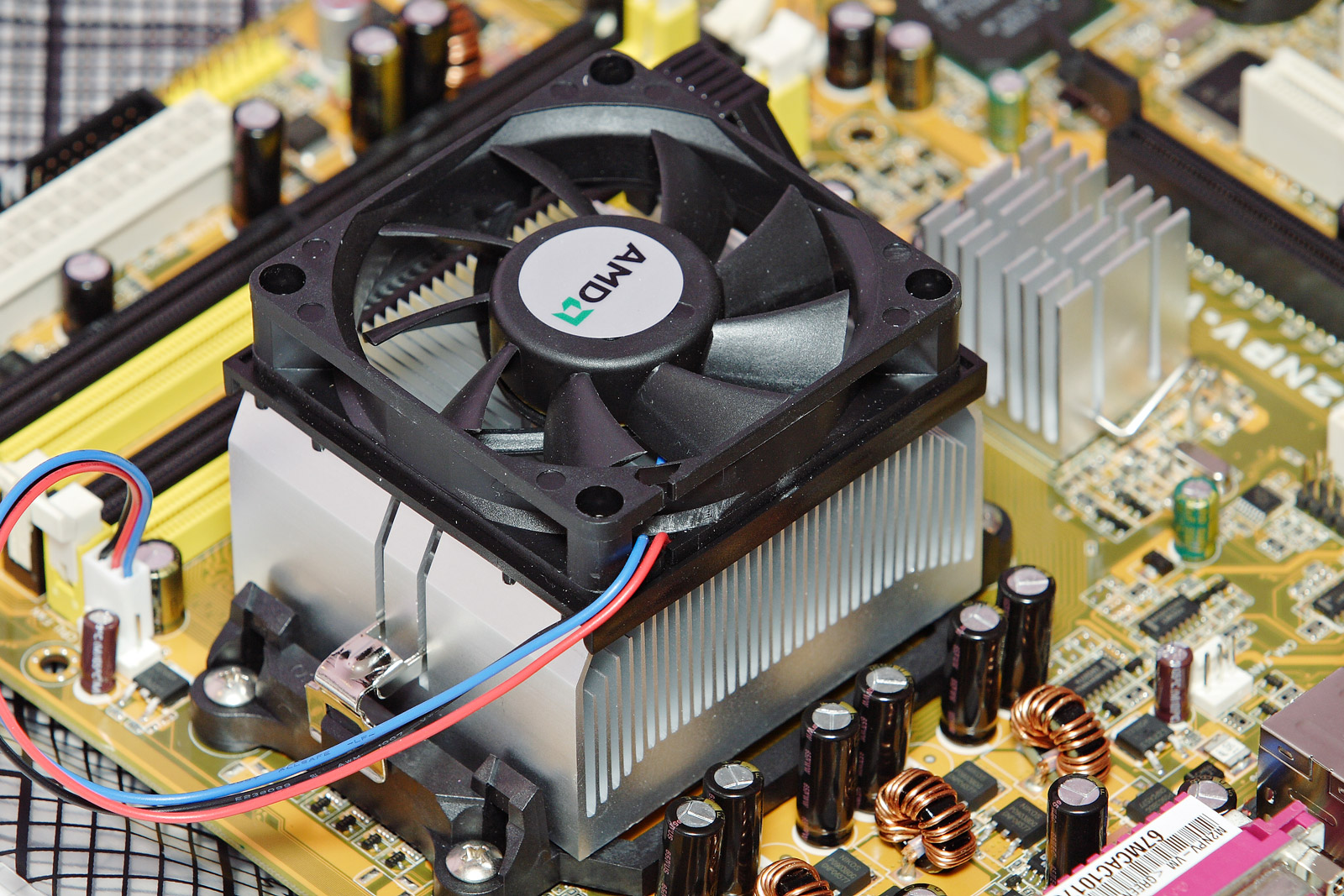
سی‌پی‌یو همراه با گرماگیر و فن

گرماگیر یا هیت سینک (به انگلیسی: Heat sink)، گرماخور، گرماکاه، گرمابر یا فین، وسیله‌ای برای خنک‌کاری با هوا است که به‌منظور تبادل حرارتی یک قطعه با محیط به کار می‌رود.
اگرچه در طراحی بسیاری از مدارهای قدرت از تقویت‌کننده‌های کلاس B و AB استفاده می‌شود که از بازده حرارتی نسبتاً خوبی بر خوردارند، مقدار توان تلف‌شده در ترانزیستورهای خروجی می‌تواند باعث گرم شدن بیش از حد و رسیدن دما به حد غیرمجاز شود. حتی در مدارهایی که ظاهراً به‌عنوان مدار قدرت تلقی نمی‌شوند (مانند مدارهای مجتمع قیاس بزرگ و متوسط VLSI و MSI)، تراکم بسیار زیاد ترانزیستور‌هایی که هر یک به‌تنهایی توان زیادی تلف نمی‌کند، باعث انباشته شدن بیش از حد گرما در تراشه می‌شود. در موارد مذکور لازم است برای سهولت تبادل حرارتی قطعهٔ مورد نظر با محیط، تمهیداتی اندیشیده شود.
در قطعات الکترونیکی مجزا از قبیل ترانزیستورهای قدرت، این امر از طریق نصب قطعه بر روی یک گرماگیر فلزی صورت می‌پذیرد که معمولاً از جنس آلومینیوم است و سطح زیادی برای تبادل حرارتی با محیط اطراف ایجاد می‌کند.
در مدارهای مجتمع (مثلاً در تراشه‌های پردازنده) مشاهده می‌شود که از یک فن کوچک بر روی گرماگیر قرار داده شده بر روی تراشه استفاده می‌شود تا به خنک کردن تراشه کمک نماید.
معمولاً بین سطح مورد نظر و گرماگیر از یک ترکیب مخصوص استفاده می‌شود که از ضریب انتقال حرارت زیادی برخوردار است.
در قطعات نیمه‌رسانا دمای پیوند نباید از حد مشخصی تجاوز کند (در حدود ۷۵ درجهٔ سانتی‌گراد در ژرمانیوم و ۲۰۰ درجهٔ سانتی‌گراد در سیلیکون).

## گونه‌های گرماگیر
گرماگیرها را می‌توان از نظر شکل هندسی و عامل‌های دیگر (جنس پره، اندازه) دسته‌بندی کرد.

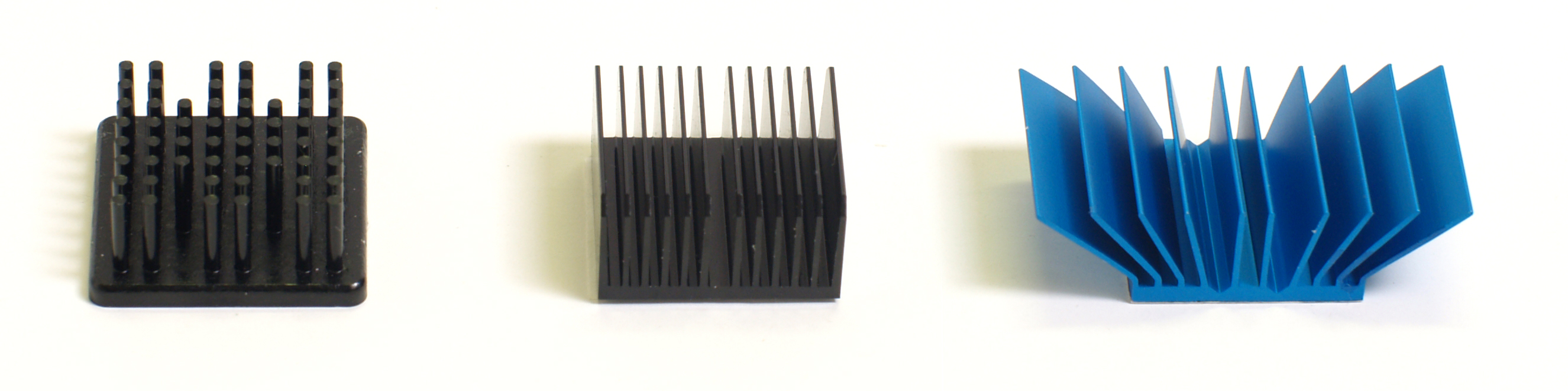
چند نوع مختلف گرماگیر؛ به‌ترتیب از راست: pin ،straight ،flared

| گونه‌های گرماگیر   | پهنا [cm] | درازا [cm] | بلندی [cm] | مساحت [cm²] | حجم [cm³] | بیشینه تغیرات دما قابل ایجاد، Tcase−Tair °C |
| پره مسطح Straight | 2.5       | 2.5        | 3.2        | 58          | 20        | 44                                          |
| پره استوانه ایPin | 3.8       | 3.8        | 1.7        | 194         | 24        | 51                                          |

## روابط انقال گرمایی
انتقال گرمای رسانشی یک‌بعدی:
{\displaystyle q_{k}=-kA{\frac {dT}{dx}}}

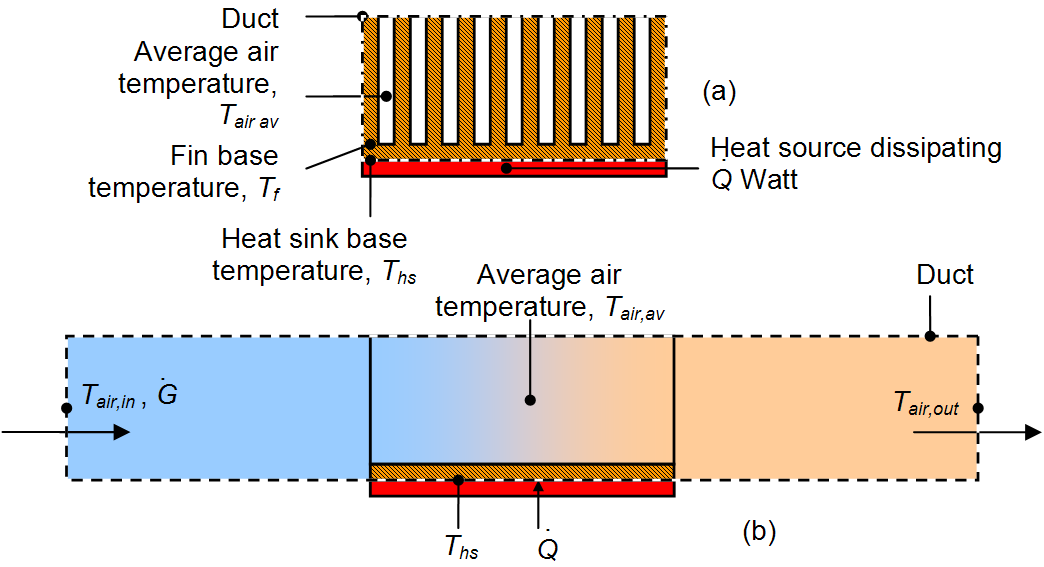
با توجه به معادلات حاکم در انتقال گرما میزان گرمایی که سیال خنک ورودی در یک حجم کنترل می‌گیرد برابر است با میزان گرمایی که گرماگیر از دست می‌دهد و با توجه به قانون سرمایش نیوتن و رسانش موجود در گرماگیر، همچنین انتقال گرمای جابه‌جایی می‌توان گرمای از دست رفته گرماگیر به دست آورد.

میزان گرمای جابه‌جا شده بین سیال (هوا) و گرماگیر:
{\displaystyle {\dot {Q}}={\dot {m}}c_{p,in}(T_{air,out}-T_{air,in})} (۱)
{\displaystyle {\dot {Q}}={\frac {T_{hs}-T_{air,av}}{R_{hs}}}} (۲)
دمای میانگین هوای:
{\displaystyle T_{air,av}={\frac {T_{air,in}+T_{air,out}}{2}}} (۳)